# Saint-Julien-de-Toursac
 Saint-Julien-de-Toursac  es una población y comuna francesa, situada en la región de Auvernia, departamento de Cantal, en el distrito de Aurillac y cantón de Maurs.

## Demografía
| 212 | 183 | 148 | 115 | 116 | 105 |
| Para los censos de 1962 a 1999 la población legal corresponde a la población sin duplicidades (Fuente: INSEE [Consultar]) |     |     |     |     |     |